# 戸川安精
戸川 安精（とがわ やすきよ、享保14年（1729年） - 安永6年7月4日（1777年8月6日）は、江戸時代中期の幕臣（旗本）・400石。通称は藤十郎。
先代・安長の子として生まれる。延享4年（1744年）、父の死により跡目相続した。
役職は書院番、のち組頭となり、布衣の着用を許された。
安永6年（1777年）7月4日没。跡目は養子の安論が継いだ。

## 系譜
- 父：戸川安長
- 母：岩瀬友右衛門の娘
- 妻：不詳
- 養子
  - 男子：戸川安論（曲直瀬正山の次男）